# Oxamitne, Bolgrad
Oxamitne, întâlnit și sub formele Oxamitnoe și Caramanca (în bulgară Оксамитное, transliterat: Oksamitnoe, în rusă Оксамитное, transliterat: Oksamitnoe, în ucraineană Оксамитне, transliterat: Oksamîtne) este un sat în comuna Bolgrad din raionul Bolgrad, regiunea Odesa, Ucraina. Are 941 locuitori, preponderent bulgari.
Satul este situat la o altitudine de 26 metri, pe malul estic al Lacului Ialpug, în partea de sud-vest a raionului Bolgrad. El se află la o distanță de 5 km sud de centrul raional Bolgrad. Prin această localitate trece drumul național Bolgrad-Ismail. Satul este localizat între Bolgrad și Cișmeaua-Văruită.
De această comună depinde administrativ satul Topoline.

## Istoric
Satul Oxamitne a fost înființat în anul 1978 pe malul vestic al lacului Ialpug, ca sat component al raionului Bolgrad din Regiunea Odesa a RSS Ucrainene. Denumirea sa provine din cuvântul ucrainean "Оксамит" (în traducere "catifea").
Începând din anul 1991, satul Oxamitne face parte din raionul Bolgrad al regiunii Odesa din cadrul Ucrainei independente. În prezent, satul are 941 locuitori, preponderent bulgari.
În anul 2003 a fost construită Biserica "Sf. Pantelimon".

## Demografie
Componența lingvistică a comunei Oksamîtnenska
     Rusă (52,7%)
     Bulgară (19,44%)
     Ucraineană (8,7%)
     Română (6,8%)
     Găgăuză (10,09%)
     Alte limbi (0,07%)
Conform recensământului din 2001, majoritatea populației comunei Oksamîtnenska era vorbitoare de rusă (52,7%), existând în minoritate și vorbitori de bulgară (19,44%), găgăuză (10,09%), ucraineană (8,7%) și română (6,8%).

## Economie
Locuitorii satului Oxamitne se ocupă în principal cu viticultura, aici existând o întreprindere de vinificație. 